# Tommaso Cajetan De Vio
Tommaso De Vio teljes nevén Tommaso Cajetan De Vio latinul Gaetanus olaszos formában Ca'je-tan vagy Caj'e-tan (Gaeta, 1468. v. 1469. február 20. – Gaeta, 1534. augusztus 9.) olasz (nápolyi) bíboros, teológus, filozófus és dominikánus szerzetes. Volt továbbá 1524 és 1526 között a pápa követe Magyarországon Antonio Giovanni da Burgio báróval és legátusként járt Wittenbergben, Luther Mártonnál.

## Élete
A Nápolyi Királyság területén született, Lazióban. Eredetileg Jacopo Vionak hívták. 15 évesen lépett be a Domonkos-rendbe, ahol Aquinói Szent Tamás tanulmányozására szentelte magát, itt vette fel a Tommaso, azaz Tamás nevet is. 1494-től Padovában teológus magiszter, majd tanított Bresciában és Paviában is. Ferrarában, Giovanni Pico della Mirandolával folytatott nyilvános vitában nagy hírnevet szerzett magának. 1500-tól 1507-ig a római La Sapienza Egyetem tanára lett. Fontos rendi és egyházkormányzati teendőket látott el, amiért 1508-ban a dominkánus rend generálisává választották. Az 1511-es píza-milánói gallikán szakadár zsinat ellenében a pápa primátusát védte a Tractatus de Comparatione auctoritatis Papœ et conciliorum ad invicem, majd az Apologia című művében, majd ugyanígy az V. lateráni zsinaton is, ahol fontos szerepet játszott. Mindeközben az egyház reformjáért is tevékenykedett. Ennek elismeréseként 1517-ben X. Leó pápa bíborossá kreálta, 1518-tól Palermoi érsek, amely címéről lemondott, majd 1519-től Gaeta püspöke lett.

### Cajetan bíboros és Luther
Luther Márton részben a domonkos Johann Tetzel búcsúcédula árusítása miatt szállt vitába az egyházi elöljáróival, ezért X. Leó pápa 1518. októberében Cajetan De Viot küldte el az augsburgi birodalmi gyűlésre, hogy a Lutherrel tárgyaljon, s hogy vizsgálja ki tanításait. Lutherrel komoly teológiai vitákat folytatott, amelyeknek fő kérdése a búcsú volt. A bíboros Lutherrel szemben azt a katolikus felfogást képviselte, miszerint a búcsú nem csak az egyházi büntetéseket, hanem a bűnökért járó ideiglenes büntetéseket is eltörli. Cajetan egyetlen célja az volt, hogy Luther visszavonja tanait, és evégett a pápák joghatósága, illetve a hit kérdéseiben való tévedhetetlenségük mellett érvelt. Így a búcsúk kérdéséről áttevődött a vita a pápák hit kérdéseiben való tekintélyére, amiben még kevésbe sem tudtak közös nevezőre jutni. A hosszú és sikertelen tárgyalások után Luther megtagadta Cajetan előtt nézeteinek visszavonását, majd október 20-án megszökött Augsburgból. Cajetan bíboros ezek után megfogalmazott egy értekezést a búcsúkról és azt Rómába küldte. Erre válaszul írta meg X. Leó a „Cum postquam” kezdetű rendeletét a búcsúkról. Cajetan később a Luthert kiközösítő bulla (Exsurge Domine) megszövegezésében is segédkezett.

### A törökök ellen
1518-ban németországi követként kért katonai és pénzügyi támogatást a török ellen, azonban nem járt sikerrel. 1523-ban pedig VI. Adorján pápa pápai követként Magyarországra küldte De Burgioval II. Lajos udvarába, hogy az évtizedek óta tomboló belső villongásokat lecsillapítsák és az egymással ellenségeskedő főurakat a törökök elleni harc táborába csoportosítsák. A pápa százezer arany költséget ígért Lajosnak, amiből ötvenezret De Vio és De Burgio útján elküldött. Az új pápa, VII. Kelemen azonban visszarendelte De Viot, és helyébe Laurentio de Campeggiót küldte, aki folytatta a török-ellenes háború megszervezését. A mohácsi vész után elhagyta Magyarországot.

### Életének vége
Róma 1527-es kifosztásakor (sacco di Roma) Cajetan bíborost is fogságba vetették, de a pápa közbenjárására 1530-ban visszatérhetett Rómába. VIII. Henrik angol király válási ügyében 1534-ben a válás ellen foglalt állást, de lehetségesnek tartotta pápai felmentés alapján a kettős házasság engedélyezését. Ugyanebben az évben meghalt.

## Filozófiai és teológiai nézetei
Tommaso De Vio legnagyobb érdeme, hogy továbbfejlesztette a tomizmust, amivel megteremtette a barokk skolasztika alapjait. Aquinói Szent Tamás Summa Theologicájához írt magyarázata (1507-1520) Szent Tamás szellemében, a skotista Franciscus Lychetusszal vitázva megírt aprólékos elemzés, ami mélység tekintetében felülmúlja az összes korábbi kommentárt. Miután Szent Tamás Summája, mint előadási vezérkönyv, fölváltotta Petrus Lombardus Szentenciáit, De Vio Tamás-kommentárja nemcsak Salamancában és a Collegium Romanumban hatott, hanem az újkor teológiájára is nagy hatással volt. A XIII. Leó pápa parancsára készült Summa-kiadás is Cajetan de Vio magyarázataival jelent meg.
Aquinói Szent Tamás mellett jól ismerte Arisztotelészt és ellene volt a páduai latin averroistáknak. Jelentős az analógiáról írott munkája, amelyben csak az analogia proportionalitatis eszközével engedi meg az Istenről és a teremtett világról szóló metaforikus beszédet. Tamás-értelmezésének másik sajátossága a természetes és a természetfeletti rend közötti különbség erős hangsúlyozása volt. Petrus Lombardus Szentenciáihoz írott magyarázata kéziratban maradt.
Több kisebb műve védelmezte az Eucharisztiát, a szentségeket, a búcsút és a primátust a reformátorokkal szemben. Tanítása a megkereszteletlen gyermekek megigazulásáról a hívő szülők helyettesítő vágykeresztsége által vitát keltett. Az egyháztanban jelentős műve: Tractatus de comparatione auctoritatis papae et concilii (1511, új kiad. 1936).
Erkölcstani tanítása a Summához írt kommentárban és 35 külön iratban, illetve a gyóntatók részére írt Summula peccatorum (1523) című praktikus, ábécé-rendben elrendezett kézikönyvben, főleg korának lelkipásztori problémáira vonatkozik, de érint gazdasági, szociális és szexuáletikai kérdéseket is (például uzsora, pénzkölcsönzés, alamizsna, háborús zsákmány, varázslás, simónia, fogadalom, házassági kötelességek). Az arany középút híve, morális kérdésekben a pozitív szemléletet képviseli.
Bizonyos mértékű reformjavaslatokkal is előállt, elsősorban a papi és szerzetesi élet megújítására, és a Biblia értelmezésének szabadságáról is óvatos rokonszenvvel nyilatkozott. A pápai hatalom és az azt korlátozni kívánó konciliarista nézetek vitájában az előbbi elsőbbségét vallotta, de sürgősnek és nagyon fontosnak tekintette a belső egyházi reformokat.

## Művei
- Opera omnia (posztumusz 1639)
- Opuscula omnia (1530)

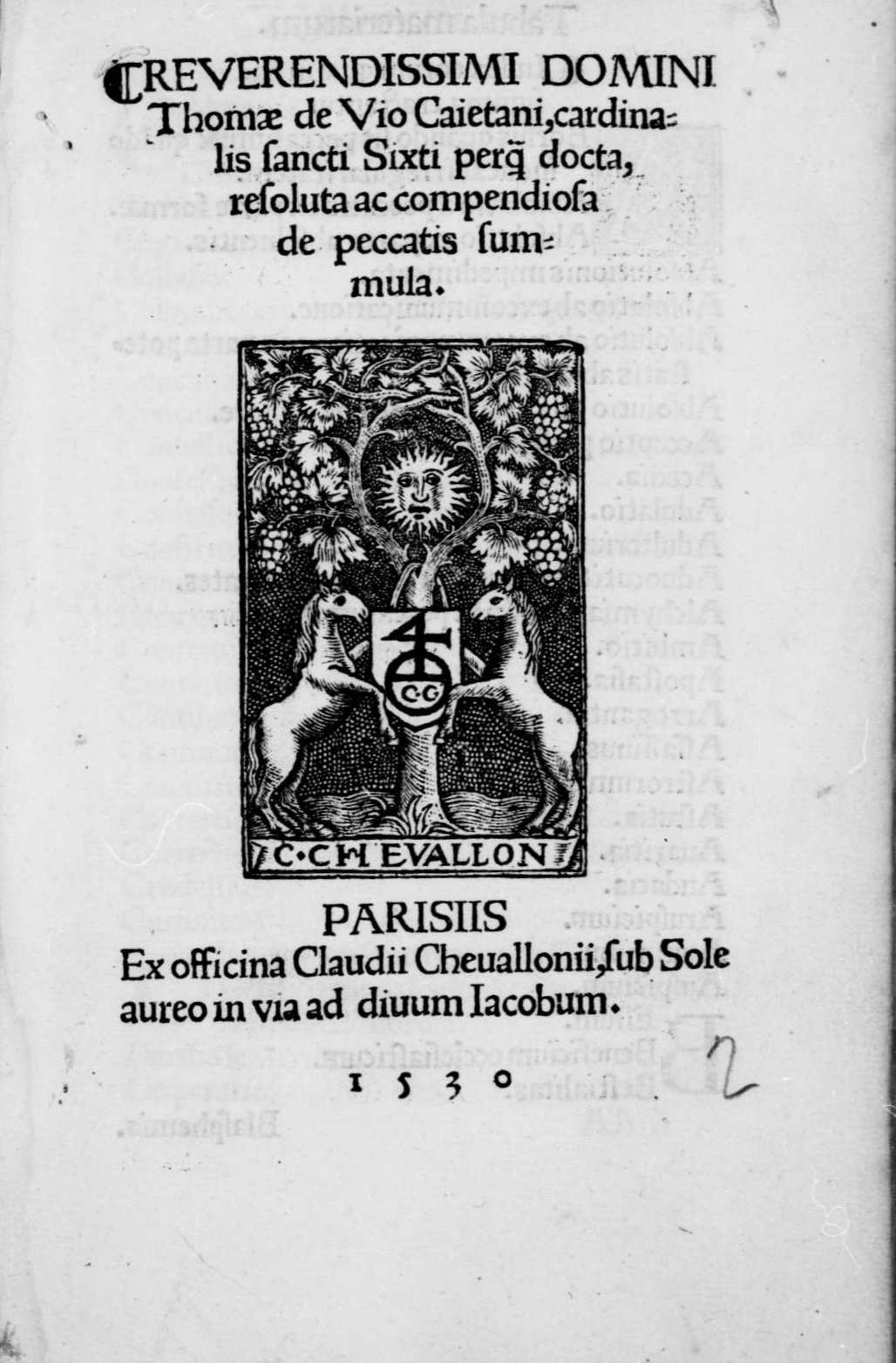
Summula Caietani, 1530

Opuscula omnia, 1596

- Kommentár Szent Tamás Summájához (posztumusz 1540)
- De divina institutione Pontificatus Romani Pontificis (1521)
- Thomae Aquinatis opera omnia iussu Leonis XIII. (posztumusz 1882)
- Scripta theologica (posztumusz 1936)
- Scripta philosophica (posztumusz 1934)
- De comparatione auctoritatis papae u. Apologia (posztumusz 1936)
- De Anima (posztumusz 1938)